# 天鵝座分子雲複合體
天鵝座分子雲複合體（簡稱為天鵝座複合體）是位於銀河系中心區域的一個巨大分子雲，坐落在北天星座天鵝座，距離地球約5,000光年；它是銀河系中恆星形成速度最快的恆星形成區域之一，也是已知最大的分子雲複合體，內有幾個電離氫區、巨大且明亮的星協、疏散星團，以及銀河系中一些最亮的恆星。
該複合體中最引人注目的結構是天體目錄中縮寫為Sh2-109的天體；它是一個跨越數百光年，由多個電離氫區（H II區域）組成的巨大集合體。在天空的這個區域，人類發現了來自OB星協的各種輻射。Sh2-109也是天鵝座X中最亮、最突出的部分；該區域的氣體和塵埃總質量在10,000到100,000太陽質量之間。
該複合體位於獵戶臂，這是太陽系所在的位置和英仙臂的邊界。該複合體仍處於其演化的早期階段，可由複合體內部一些極年輕且集中的疏散星團及明亮而巨大的恆星證明。在該區域最遠的地方，天鵝座X-1與一個OB星協相連，這個X射線源的產生原因很可能是是黑洞從它的藍超巨星伴星那裡吸取物質。

## 觀測

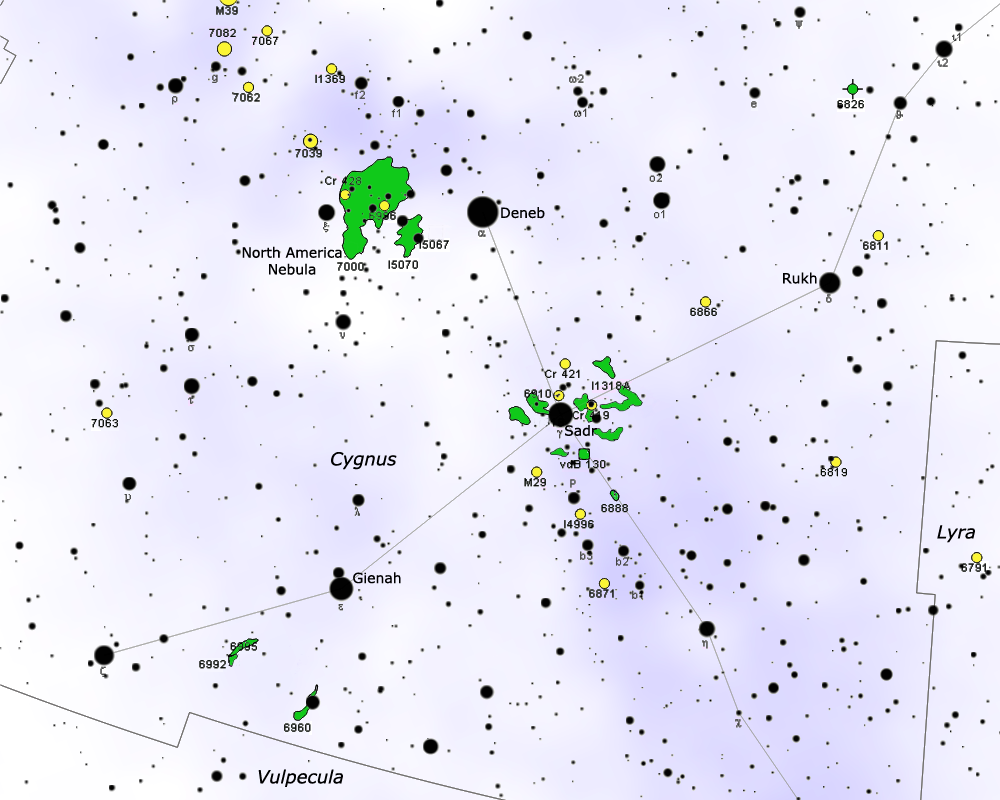
以天津一（天鵝座γ）周圍的天鵝座分子雲複合體為中心的星圖；然而，複合體的大部分仍然被天津一和天津四（天鵝座α）之間可見的濃密的塵埃雲所掩蓋。

天鵝座複合體的中心位於明亮恆星天津四和天津一附近，但無論是肉眼、雙筒望遠鏡或小型天文望遠鏡都無法觀測到它。用小型儀器能看到的只是其中的恆星和小的疏散星團，它們形成了一些相當明顯的光斑，以至於它們所在的銀河系區域是天空中最亮的一段。
由於該複合體的赤緯約為+40°，在地球北部區域，大部分時間都可以觀測到該複合體。在北緯50度以北的地區，該複合體甚至是拱極星。銀河系的這一分支完全主導了北方夏季和秋季傍晚的天空，它幾乎出現在北部中緯度地區的天頂處。另一方面，在南半球，尤其是從南部的中緯度地區，很難觀測到這一片天空的區域；然而，在熱帶地區，它仍是是相當適宜觀測的。
需要一台強大的望遠鏡才能注意到相關的星雲狀成分，但能夠檢測到它的最佳方法是利用天文攝影的潛力；還應該記住，天空中這一片濃稠雲氣的部分在很大程度上被一大群暗星雲（在北半球稱為大裂谷或「北煤炭帶）遮蔽，擋住了觀察者的視線。

### 在歲差紀元中

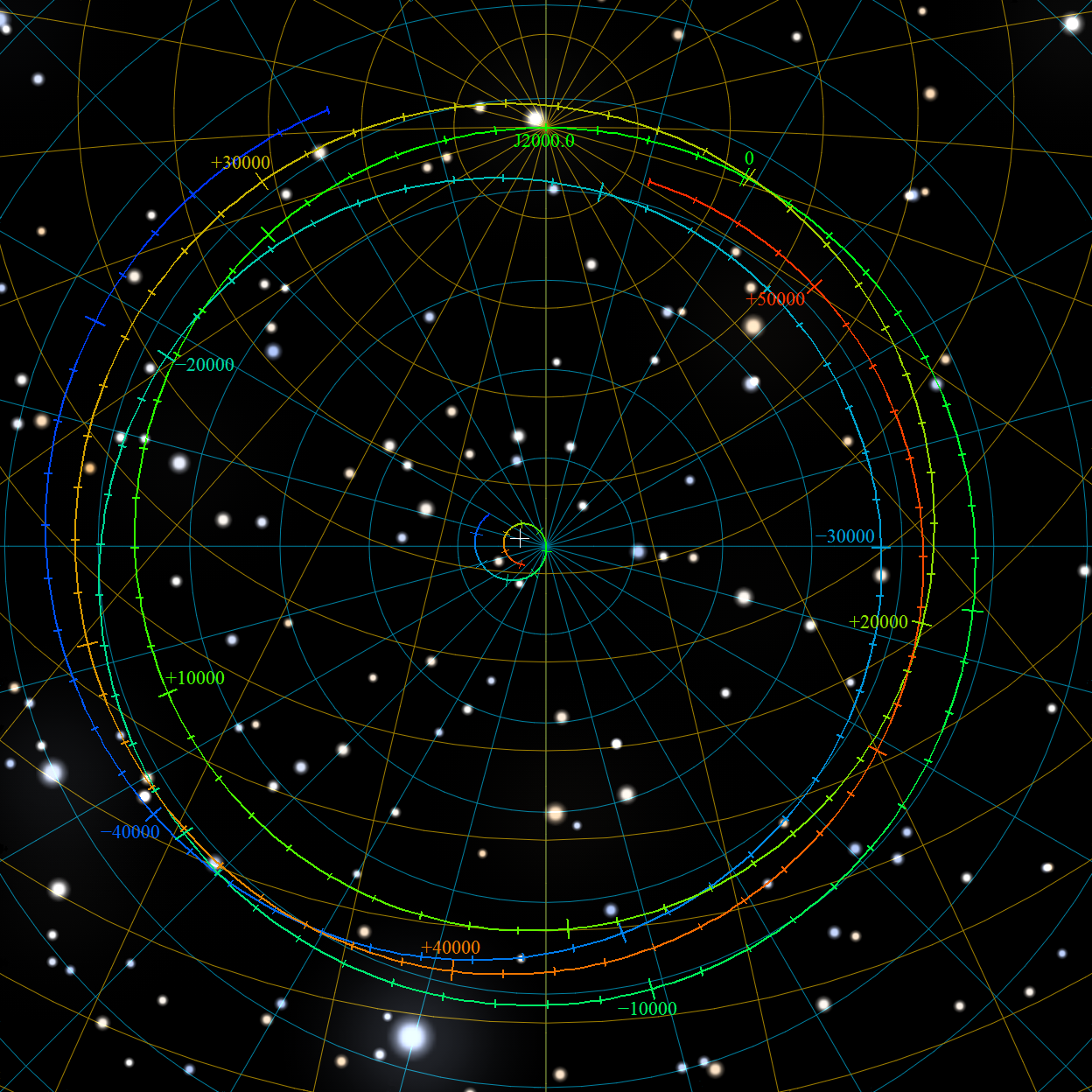
時間從48000 b.e.v.到52000 b.e.c.的北極歲差路徑投影在固定於曆元J2000.0的天空上。在底部的明亮星星是織女星。

由於被稱為地軸進動的現象，恆星和星座的天球座標可能會發生很大變化，而這取決於它們與黃道的北極和南極的距離。
天津一、天津四和和天鵝座複合體的銀河系部分大約在赤經 20小時，距離18小時不遠，這相當於除了黃道北極周圍的區域外，天體達到最南偏角的點。
目前，該複合體在大約2,500年前經歷了赤經18小時，趨向於越來越北偏。大約11,000 年後，該複合體處於赤經6小時之處時，它將到達它的最北端：那時，如右邊的圖像所示，它將與天北極相距只有幾度。

## 銀河環境和視線
在天鵝座方向上，可見的銀河系區域在絕對意義上被被稱為天鵝裂縫，由大裂谷的廣闊暗星雲所主導；這是一個低速雲系統，從我們的角度來看，它似乎縱向穿過天津一以南的整個銀河系，長度可達 86°。這片雲的平均距離約為700秒差距（等於約2,300光年），延伸約1,000光年。在這個分子雲複合體的邊緣有一些疏散星團，比如距離地球大約2,400光年之外的NGC 6940，和一些沃夫-瑞葉星，包括明亮的WR 147，它的亮度在630秒差距（2,050光年）的距離上被嚴重遮擋（儘管它的絕對星等是 -4.7等，但它的視星等是15等）。
從地球向北觀察天鵝座的裂縫，人類發現了兩個星雲：北美洲星雲和鵜鶘星雲。兩者都在大約800秒差距（2,600 光年）的距離上，因此離看似裂縫的黑暗複合體不遠。這個複合體，連同裂谷身的複合體，是同一個非常廣泛的巨分子雲系統的一部分，該系統是古德帶明亮恆星的分支，太陽與位於這片雲之外的大型恆星和雲霧狀天鵝複合體也位於其中。

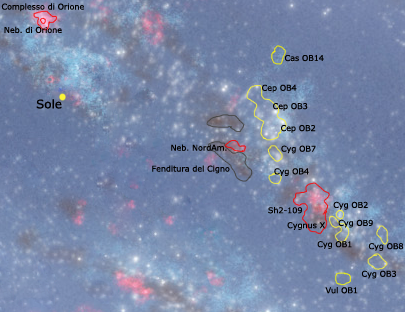
從太陽看到天鵝座方向的銀河系區域示意圖。

在這個黑暗的裂谷之外，是大型OB星協天鵝座OB7和天鵝座OB4；在大型天鵝座分子雲複合體的最邊緣，有相當數量的疏散星團，其中一些，如NGC 6910和著名的M29，雖然兩者都在5,000多光年之外，但僅使用小型儀器也可以毫無困難地觀測到。分子雲複合物由Sh2-109形成，它構成了最大的部分，其分支幾乎延伸到這些星團，而天鵝座X是沒有被完全照亮的一個巨大複合體，它會發出強烈的X射線輻射；Sh2-109和天鵝座X的直徑加起來幾乎佔據了450秒差距，相當於1,400光年。
該複合體的南端（地球視角）邊緣距離約5,100光年，坐落著另一個容易觀測的疏散星團：NGC 6871。然而，在位於地球視線相反方向的複合體區域，隱藏著一些本質上最出色的OB星協：「最南端」的天鵝座OB1星協，天鵝座OB9就是這種情況，尤其是非常明亮的天鵝座OB2，它包含了銀河系中一些已知最亮的恆星，例如天鵝座OB2#12。
繼續前進，從而超越了複合體，進入銀河系區域中已知的更偏遠的地區，還有兩個更明亮的OB星協：天鵝座OB3和天鵝座OB8，在其中添加了一個難以觀測的疏散星團NGC 6819，所有這些都與複合體的視線有些分離；所有這些天體的距離都約為7,700光年。在相似的距離但不同方向的地方，從地球上看，就在天津四的西北方向，最後還有另一個被稱為Sh2-115電離氫區。它是被包含4,400個太陽質量的氣體和塵埃，直徑約為110光年的伯克利90星團的明亮恆星所電離。

## 結構

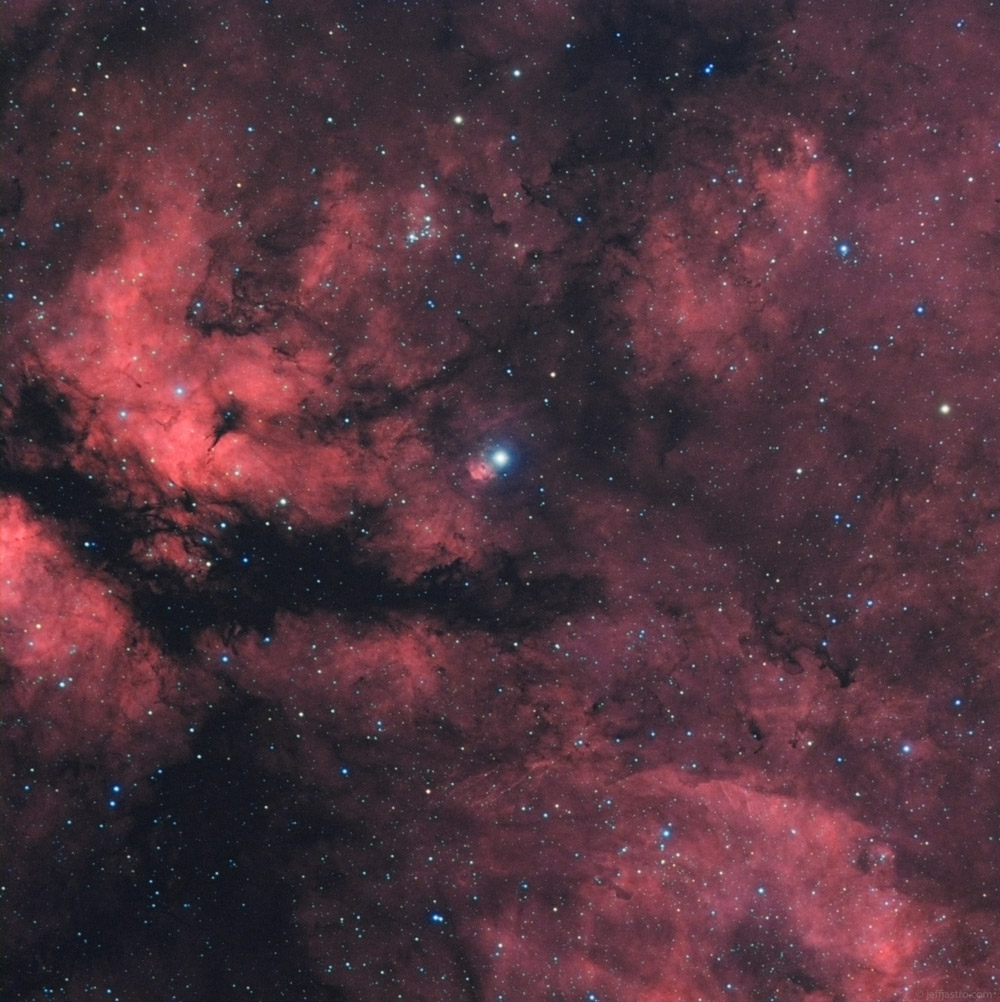
在天津一附近可見到的IC 1318是天鵝座分子雲複合體中最亮的區域。創建者：CAST

如所見，分子雲複合體位於距離地球約5,000光年的地方，是銀河系中非常富足的部分；可以區分幾個不同的區域，而它們都是同一個複合體的一部分：兩個主要的部份是稱為天鵝座X的巨大延伸，和稱為Sh2-109的店釐氫區域。前者包含最大的結構，滲透到該區域發現的大型OB星協中，而後者是一個緻密的星雲系統，其中恆星活躍的形成。天鵝座X區域被裂縫的黑暗複合體嚴重遮擋，它與我們的視線重疊，幾乎完全掩蓋了巨大的電離氫區域和各種非常明亮的年輕恆星的星場。
總共確定了多達 159 種不同的雲團，其中密度、大小和質量等各種特徵是已知的；此外，還有7個大型電離氫區、3 個超新星殘骸、45顆金牛T星、18 個分子噴流和多達215個紅外輻射源，與可能與分子雲有關的年輕恆星和原恆星組合。

### IC 1318
最密集和最容易觀察到的結構之一是IC 1318（天津一區域）；在照片中，它或多或少地圍繞著天津一，又或多或少地彼此分離，以至於它們被歸類為單獨的星雲：事實上，它們的編號由西向東，從IC 1318a到IC 1318e。使星雲變亮的並不是天津一，因為它與分子雲複合體無關： 雖然它是一顆非常遙遠的恆星，距離地球約1,500 光年，但與雲霧狀磁場相比，它只是前景星。
最強烈的直接可觀察部分恰恰是LDN 889暗帶附近可見的IC 1318截面；另一方面，最西邊的部分看起來是更稀薄和細絲狀，這表明這部分是由一次或多次 超新星爆炸形成的。

### Sh2-109

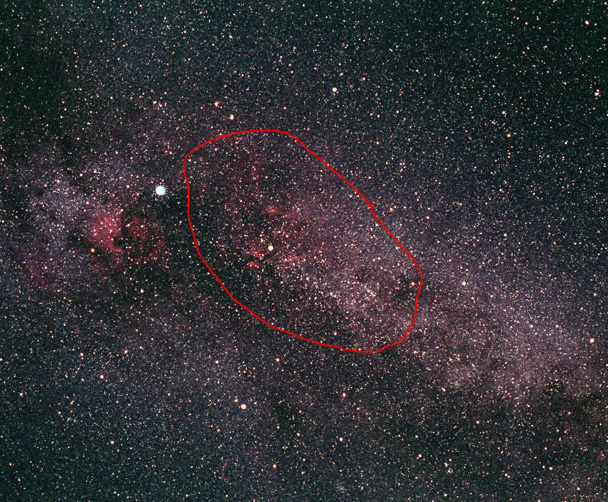
天鵝座；紅色標記的天空區域表示Sh2-109複合體的表觀範圍。

Sh2-109是一個龐大而複雜的系統：電離氫區、暗星雲、明亮的氣柱和年輕恆星的星協。它所在的天空區域在天津一以南幾度處可見，就在疏散星團NGC 6871以北；它的視範圍高達17°，在5,000光年的距離上，這相當於4,600光年的實際直徑。

### 天鵝座X
長期以來，天鵝座X一直被認為是位於銀河平面 上結構最複雜的區域之一；它是一個巨大的星雲狀物體，包括在其次要星雲結構和大量的OB星協中。最初被認為是單一的、突出的無線電波源，被賦予首字母縮略詞 X，以與銀河系外源天鵝座A區別。隨著對各種波長觀測技術的發展，發現了數百個射電源，在1980年代就高達800個；這些研究還表明，複合體的中心區域也是最強烈的遮蔽區域。
儘管學者們長期以來一直對在天鵝座X區域發現的大尺度星系結構達成一些共識，但要確定恆星形成區域的運動距離仍然存在一些困難，因為各種徑向速度之間的差異與星系雲的色散一致。英仙臂可以通過繪製各個電離氫區和本質上較亮恆星的分佈來追蹤；根據這些研究，天鵝座X恆星複合體位於我們的獵戶臂和英仙臂連接之處。然而，依據其它的研究，這段旋臂是天鵝臂。
根據對CO的研究，在天鵝座X復合體中發現了大約70個年輕恆星天體，距離可達2,000秒差距，相當於約6,500光年，發現這些天體中的大多數都位於獵戶臂的極限範圍內。

## 電離氫區和恆星形成現象

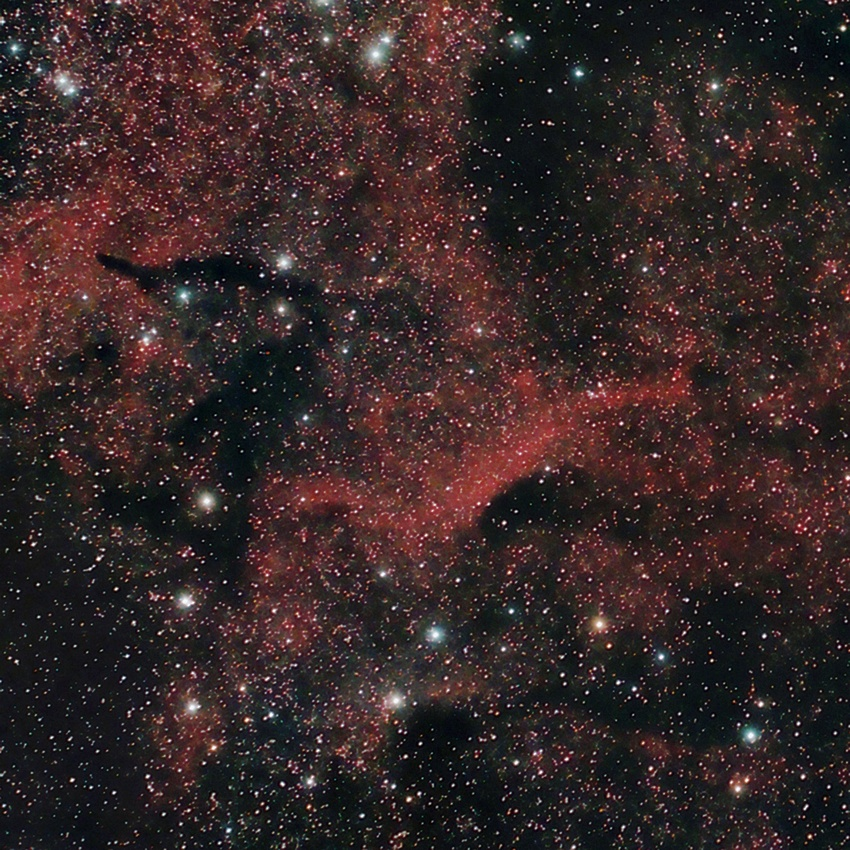
星雲複合體Sh2-109的最南端，最顯著的特徵是暗星雲B147。

天鵝座複合體似乎與大量結構有關，在這些結構中，恆星形成現象非常劇烈，星際介質的動力學也非常劇烈。該複合物可見的天空區域已經在各種波長下研究過，從X射線到中紅外線，以確定其結構：因此，已經發現了幾個超新星殘骸，以及相當數量的電釐氫區或多或少彼此相鄰，都包含在所謂的天鵝座超級氣泡中。構成天鵝座X複合體的各個單獨的電離氫區對於重建這個星系區域的三維結構和研究正在進行的新恆星形成現象非常重要；此外，它們是一個很好的例子，展示了大質量恆星的聚集體與周圍的星際介質之間的各種相互作用如何產生各種各樣的形狀和結構，而這些聚集體中的許多都在物理上連接在一個非常大的復合體中，這一事實有助於他們的研究。
基於多波長觀測以比較浸入星雲中的恆星元素的方法，可以相當精確地繪製天鵝座中幾個可觀測的 電離氫區的位置和距離；一項這樣的研究發現，許多屬於天鵝座X複合體的恆星形成區似乎與疏散星團或非常年輕的恆星團有關。這驗證了1960年代和1970年代進行的其它研究的結果，在這些研究中，由於星雲團中稀疏地存在潛在的令人興奮的恆星，假設該複合體處於其演化的早期階段，並且當前形成的恆星在很大程度上仍然被它們正在形成的雲球 籠罩著。
質量小於100個太陽質量的複合體的電離氫區往往會形成比其它雲大四倍的大質量恆星；造成這種情況的原因要麼是雲邊緣的電離氣體施加的高壓力，要麼是電離氫區本身存在輻射的光解作用，而這往往會瓦解分子雲。另一方面，質量更大的星雲複合體往往處於維里均衡或坍縮狀態。

### DR 21

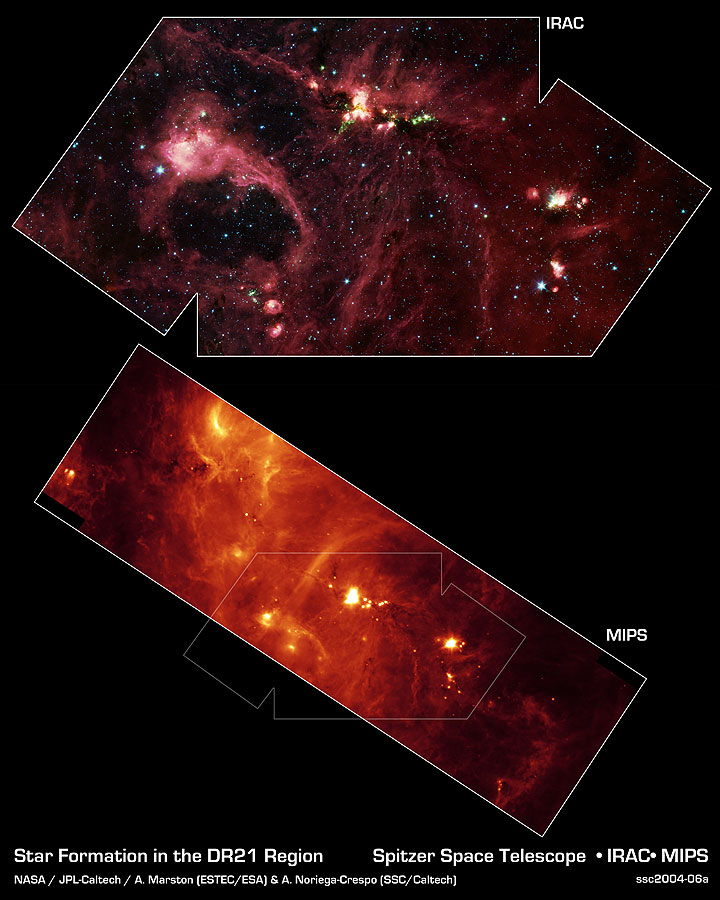
DR 21，銀河系中質量最大的恆星形成區域之一。

在發現的個別星雲複合體中，有一些特別明亮的星雲複合體；最著名和研究最多的是出色的DR 21。這個複合體，也被稱為 W75，包含銀河系中質量最大的恆星形成區域之一；它與一個年輕的恆星團有關，它的距離一直存在爭議：直到1980年代，DR 21的距離被認為約為10,000 光年，然而最近的測量將這個值降低到只有5,000光年，因此位於天鵝座複合體的中心。
DR 21可能是由兩個相互作用的巨分子雲形成。密度更大、質量更大的區域，位於中心位置，可能源於廣義坍縮現象；炙熱的恆星在這個區域形成，進而照亮了周圍的氣體，將分子雲變成了今天可以觀察到的緻密的電離氫區。DR 21是一個非常年輕的結構，來自周圍物體的湍流和壓力尚未改變結構，因而導致收縮減慢。
在CO的發射線處，檢測到雙極噴流，很可能是由其中的各種年輕恆星天體引起的；這些噴流是迄今為止銀河系中已知的最強和規模最大（M = >3,000 M☉） 的噴流之一，擁有足夠的能量來抵消雲本身的坍縮，並可能在與其最終消散相關的現象中發揮關鍵作用。在分子雲的外部，觀察到大的細絲結構，顯然是由噴流噴出的物質形成的。它們似乎正在與星團所在的大型氣泡相互作用。

### 其它結構
其它次要結構包括ECX6-27區域，它似乎向明亮的天鵝座OB2組合的核心方向投射；但是，負值的徑向速度將排除兩個對象之間的真實物理連接。這個電離氫區似乎與一個巨大的低溫的中性氫區相連，相較之下，它顯示出相同的徑向速度；它的距離超過8,000光年，是該複合體中最遙遠的雲狀增厚物之一。相反的，ECX6-20由一個非常緊湊的恆星團主導，並與另外兩個僅在紅外線中可見的物體相連；對其徑向速度的測量使其位於複合體的中間，在我們的旋臂邊緣。 近紅外和無線電波觀測顯示，呈弧狀結構，從緻密星團開始向東延伸，而在相比之下，第二個更暗淡的弧線向西移動；通過分析星團相對於兩條弧線的位置，可以得出一個假設，即氣泡也許是古代超新星的殘骸，其膨脹導致了恆星形成事件，從而產生了緻密的恆星團。

## 距離測量

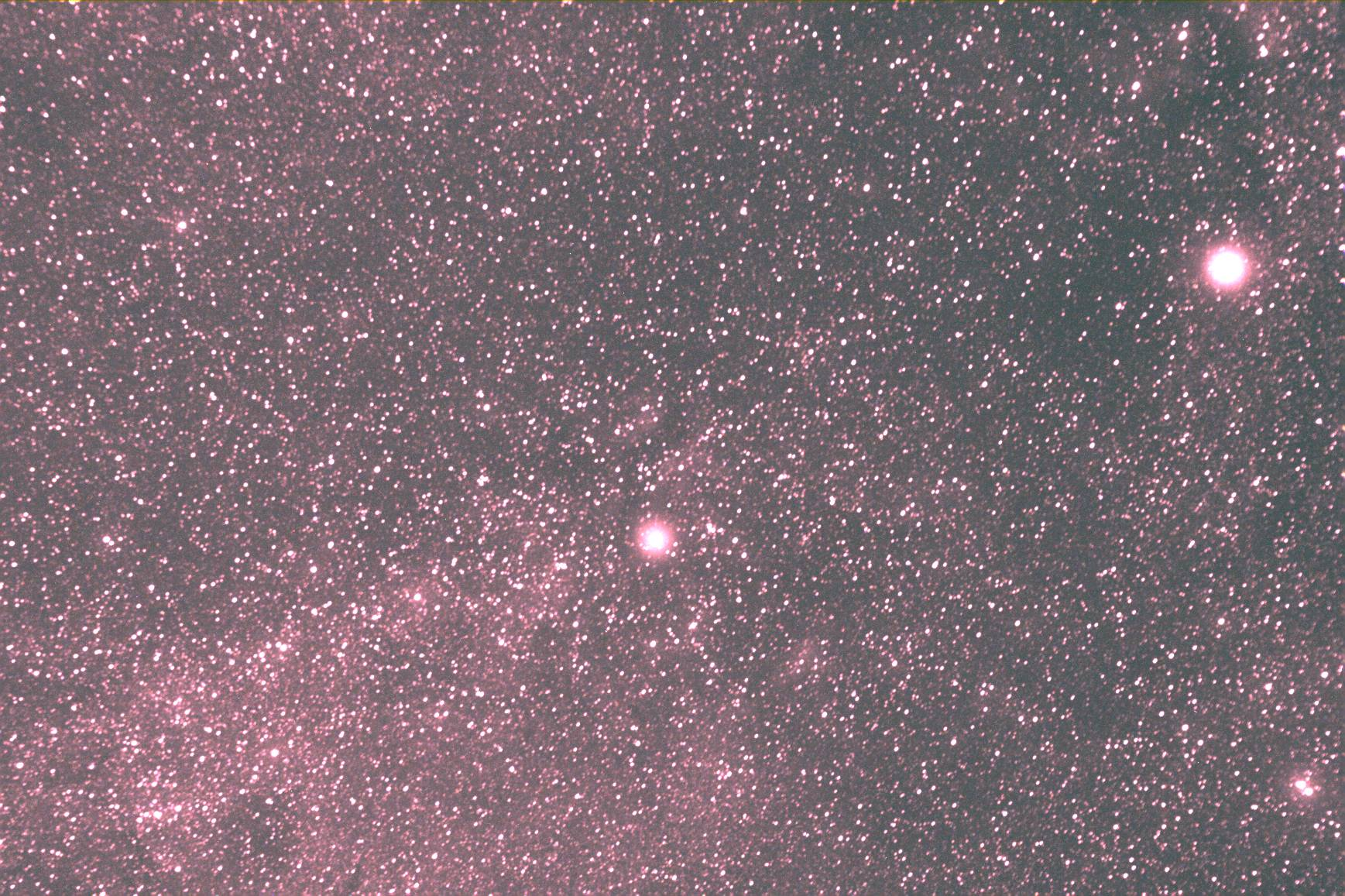
「北煤炭袋」是位於天津一（左）和天津四（右）兩顆恆星之間的暗星雲；天鵝複合體的中心大約位於這個方向上，並被位於地球和複合體中間的這個暗星雲從地球的視場上隱藏起來。

到天鵝座複合體的距離早在1960年代就被粗略計算出來， 利用最亮的電離氫 區的Hα和無線電發射之間的比較，並假設該區域的主要氣體激發是明亮的天鵝座OB2星協。根據這些測量結果，確定了大約1,500秒差距（約5,500光年）的距離值。隨後的測量在很大程度上證實了之前的這些量測。
計算複合體距離的困難是由於幾個原因：首先，如前所示，該區域被大量的塵埃嚴重遮擋，擋住了我們的視線；因此，通過找到其激發星星的距離來計算分子雲的距離的過程不可能成功，因為這些星星並不總是已知的。第二個困難嚴格來說是銀河系的：銀河系在這個銀河系經度上的旋轉極大地改變了徑向速度測量值，這比理論模型中預測的要大，因為銀河系旋轉引起的速度變化隨著速度的增加而變化非常緩慢；因此，將星雲中觀察到的徑向速度與銀河系旋轉速度進行比較的方法也不適用。

## OB星協
OB星協是一種年輕的恆星集團，包含10到100顆光譜類別O和B的大質量恆星，即藍色和非常熱的恆星；它們一起形成巨大的分子雲，一旦恆星形成，其殘留氣體就會被強大的恆星風吹走。在幾百萬年內，該星協中大多數較亮的恆星以超新星的形式爆炸，而質量較小的恆星存活的時間要長得多。據信，銀河系中的大多數恆星最初都屬於OB星協。矛盾的是，其它星系的 OB星協比銀河系更容易知道，因為暗星雲的存在掩蓋了其中的大部分天體.

### 天鵝座OB1
天鵝座OB1是年輕、熾熱恆星的擴展組合；它似乎與一個形成超級氣泡的氣體系統有關，可以通過 IRAS 等儀器在遠紅外線中觀察到；根據在這個波長下進行的一些研究，這種結構非常年輕，只有一百萬年的歷史，並且可能是通過多個氣泡的疊加形成的。它的形態不是球形的，可能是該區域大質量恆星空間分佈的結果。對這個氣泡的研究還可以揭示，這個星團中的恆星不會在一個單一的恆星形成過程中形成；事實上，天鵝座OB1中目前質量最大的恆星會比其它成員形成得晚，因為它們仍處於沃夫-瑞葉星階段；此外，超級氣泡的大小表明，它可能起源於質量在45到80個太陽質量之間的恆星，產生的三個或最多五個超新星的爆炸。

### 天鵝座OB2

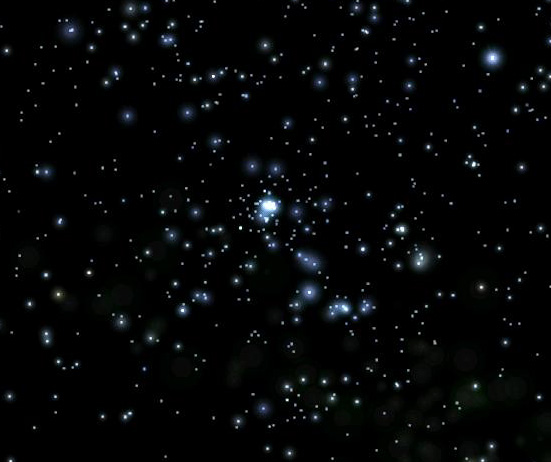
天體計劃（Celestia program）呈現的天鵝座OB2星協。

天鵝座OB2是我們銀河系中最明亮、最集中的OB星協之一；它由大量藍超巨星組成，其中一些也是已知最具有本質亮度的恆星之一。它的成員非常年輕，並且表現出適度緩慢的轉速。
天鵝座OB2恆星的光譜及其溫度已在多項研究中進行了分析，還發現其中許多恆星會受到其強列恆星風引起大量的質量損失。除了一顆恆星之外，氫和氦在所有恆星中的百分比都相似，天鵝座OB2-7， 其中氦的含量高於其它物質。與星協中心稍遠的天鵝座OB2-12是銀河系中已知最亮恆星之一的超巨星，它的絕對星等大約是-12等，如果不是消光，從地球上看這顆恆星的視星等應為1.5等，與天津四的視星等非常接近。但由於塵埃的作用，視星等下降到11.4等，因此不僅肉眼看不見，小望遠鏡也看不見。
一些學者考慮到該星協的質量、密度和大小，推測天鵝座OB2是球狀星團 形成的一個例子：在大麥哲倫星雲和其它星系的恆星形成區域中都觀察到了類似的天體；也有人指出，這將是銀河系中已知的這類天體中的第一個。

### 天鵝座OB9
天鵝座OB9是一個相對不集中的星協，從我們的視線中觀察到它離前一個不遠；在這次和前一次中，已經發現了大約100顆光譜型O的恆星，因此非常熱。這樣的情景意味著，在天文學的短時間內（幾百萬年內），這個星協可能會成為無數顆超新星爆炸的地點，假設大質量O型恆星的平均壽命約170萬年，則預計超新星出現的頻率約為每70,000年左右出現一顆 The distance has been estimated at 1700 parsecs (5500 light-years), comparable with the other two associations.。

## 無線電波和X射線觀測
和波江座的波江氣泡。

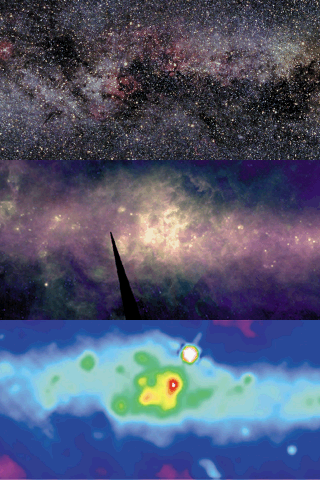
不同波長的天鵝座複合體圖像：從上而下依序為可見光、紅外線、無線電波（0.4GHz）。
作為重要的動力學和擾動現象（如恆星形成）的發生地，天鵝座複合體的區域對無線電波和X射線非常明顯，而且比在可見光下更明顯。從無線電波觀測來看，位於天鵝座X複合體中的明亮星雲位於切向觀測的銀河系區域。 通過觀察電波源，發現其中大部分是由於高溫物質造成的，並且它的位置與光學可見的電離氫區的位置一致。在X射線的觀測很好地顯示了超級氣泡的結構，一個延伸13°的環狀結構，被證明是迄今為止在銀河系的旋臂中發現的最大和最有能量的區域。這種環結構的一部分自1970年代以來已被發現，並被歸類為首字母縮略詞天鵝座X-6和天鵝座X-7，但它們在被發現時的性質尚未明確定義。
Australian constellations of Stern and Sails
至少還有兩個其它已知的銀河區域表現出與天鵝座複合體相似的特徵，例如絲狀Hα發射和OB星協，儘管規模要小得多；其中之一是著名的古姆星雲，一個古老的超新星遺跡，然而，它不發射X射線，但以紅外線可以很好的觀測。它是澳大利亞原住民的星座：Stern and Sails，相當於現代88星座的船尾和船帆做的天區。第二個結構是位於獵戶座、金牛座

至於天鵝座的區域，只有兩種已知的星系內天文現象可以如此增強分子結構： 超新星爆炸和強恆星風的作用。它可以排除該結構可能被一次大型超新星爆炸增強（這可以解釋結構的形狀，但不能解釋發射的威力）；一些科學家認為，增強複合體的能量來自強恆星風與該地區密集的星際介質相互作用。可能是由一系列連續的超新星爆炸產生的；事實上，研究表明，在300到1000萬年的一段時間內分佈的30到100顆超新星的爆炸，可能貢獻了足夠的能量來將該區域增強到觀測倒的水準。然而，這些爆炸的祖恆星必須比目前形成天鵝座OB2星協的那些更古老，天鵝座OB2星協是該地區質量最大的星協。

### 天鵝座X-1

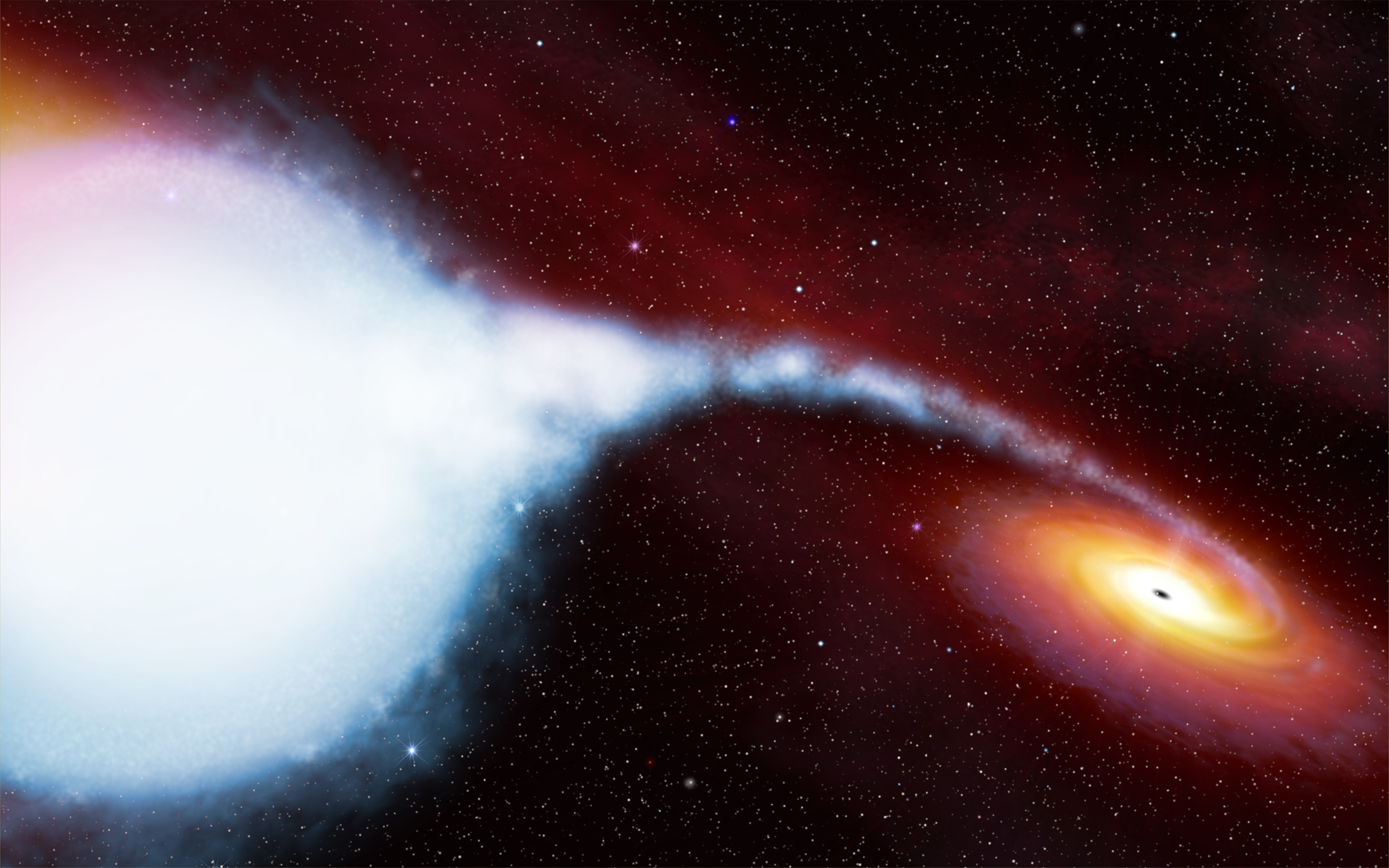
天鵝座X-1系統的插圖。

天鵝座X-1是我們銀河系中最著名和研究最多的X射線源之一；做為天鵝座分子雲複合體的週邊部分，它位於太陽所在的同一旋臂上，靠近它與人馬臂相交的點。它很可能是一個恆星黑洞，質量約為太陽的8.7倍，並且已被證明是一個非常緊湊的天體，無法與普通恆星或其他奇異天體（如中子星）進行比較。如果它是一個黑洞，事件視界的半徑可能約為26公里。
天鵝座X-1屬於一個巨大的X射線聯星系統；這個系統距離我們大約6,000光年，包括一個藍色的超巨星變星，編號為HDE 226868，其軌道約為0.2 AU。來自這顆恆星的強烈恆星風將大量物質轉移到圍繞其伴星，X射線源的吸積盤上。內盤中的物質加熱到幾百萬K，從而發射出可觀測的X射線輻射；此外，一對噴流從盤的兩極冒出，將物質投射到周圍的空間中。
從太陽上看，該系統位於天鵝座OB3星協結合中的天鵝座分子雲複合體的後面；它的年齡約為500萬年，由質量高達40個太陽質量的祖恆星形成。大部分原始質量以恆星風的形式拋射，並在隨後的超新星階段被噴射出去，黑洞可能就是起源於超新星階段。

## 註解
1. ↑  A declination of 40°N is equivalent to an angular distance from the celestial south pole of 50°; which is equivalent to saying that north of 50°N the object occurs circumpolar, while south of 50°S the object never rises.
2. ↑  Just consider that the intersection of the ecliptic with the 18h right ascension equals the point where the Sun is at the winter solstice on December 22.
3. ↑  To determine this, it is sufficient to analyze the two coordinates provided by SIMBAD （页面存档备份，存于） for the vernal equinoxes of 1950 and 2000, whose coordinates are +19°52' and +19°41', respectively.

## 書目

### 書籍

#### 一般工程
- O'Meara, Stephen James. . Cambridge University Press. 2007. ISBN 978-0-521-83704-0 （英语）.
- Burnham Jr, Robert. . New York: Dover Publications, Inc. 1978 （英语）.
- Chaisson; McMillan.  [en]. Englewood Cliffs: Prentice-Hall, Inc. 1993. ISBN 0-13-240085-5.
- T. Arny, Thomas. . Boston: McGraw-Hill. 2007. ISBN 978-0-07-321369-9 （英语）.
- AA.VV.  [The Universe - Great Encyclopedia of Astronomy]. Novara: De Agostini. 2002 （意大利语）.
- Gribbin, J.  [Encyclopedia of astronomy and cosmology]. Milan: Garzanti. 2005. ISBN 88-11-50517-8 （意大利语）.
- Owen, W.  [Illustrated Atlas of the Universe]. Milan: Il Viaggiatore. 2006. ISBN 88-365-3679-4 （意大利语）.
- Lindstrom, J.  [Stars, galaxies and cosmic mysteries]. Trieste: Editoriale Scienza. 2006. ISBN 88-7307-326-3 （意大利语）.

#### 關於恆星演化
- Lada, C.J. . Kluwer Academic Publishers. 1999. ISBN 0-7923-5909-7 （英语）.
- De Blasi, A.  [The stars: birth, evolution and death]. Bologna: CLUEB. 2002. ISBN 88-491-1832-5 （意大利语）.
- Abbondi, C.  [Universe evolving from birth to death of stars]. Sandit. 2007. ISBN 978-88-89150-32-0 （意大利语）.
- Hack, Margherita.  [Where stars are born. From life to quarks: a journey back to the origins of the Universe.]. Milan: Sperling & Kupfer. 2004. ISBN 88-8274-912-6 （意大利语）.

### 天界卡
- Tirion; Rappaport; Lovi. . Richmond, Virginia, USA: Willmann-Bell, inc. 1987. ISBN 0-943396-14-X （英语）.
- Tirion; Sinnott. . Cambridge, USA: Cambridge University Press. 1998. ISBN 0-933346-90-5 （英语）.
- Tirion. . Cambridge, USA: Cambridge University Press. 2001. ISBN 0-521-80084-6 （英语）.

### 科學出版品
- Harris, S. . Giant Molecular Clouds in the Galaxy; Proceedings of the Third Gregynog Astrophysics Workshop. 1980: 201–206. Bibcode:1980gmcg.work..201H. ISBN 978-0-08-023068-9. doi:10.1016/B978-0-08-023068-9.50023-3 （英语）.
- Dame, T.M. . Astrophysical Journal. 1985, 297: 751–765. Bibcode:1985ApJ...297..751D. doi:10.1086/163573 （英语）.
- Dobashi; Kazuhito; Bernard; Jean-Phillipe; Yonekura; Yoshinori; Fukui; Yasuo. . Astrophysical Journal Supplement Series. 1994, 95 (2): 419–456. Bibcode:1994ApJS...95..419D. ISSN 0067-0049. doi:10.1086/192106 （英语）.
- Dobashi; Kazuhito; Bernard; Jean-Phillipe; Yonekura; Yoshinori; Fukui; Yasuo. . Astrophysical Journal Supplement Series. 1996, 466: 282. Bibcode:1996ApJ...466..282D. doi:10.1086/177509.
- Blitz, L.; Fich, M.; Stark, A.A. . Astrophysical Journal Supplement Series. 1982, 49: 183–206. Bibcode:1982ApJS...49..183B. doi:10.1086/190795 （英语）.
- Felli, M.; Harten, R.H. . Astronomy and Astrophysics. 1981, 100: 28–58. Bibcode:1981A&A...100...28F （英语）.
- Odenwald, Sten F; Schwartz, Phill R. . Astrophysical Journal. 1993, 405 (2): 706–719. Bibcode:1993ApJ...405..706O. doi:10.1086/172398.
- Marston, A.P.; Reach, W.T.; Noriega-Crespo, A.; Rho, J.; Smith, H.A.; Melnick, G.; Fazio, G.; Rieke, G.; Carey, S.; Rebull, L.; Muzerolle, J.; Egami, E.; Watson, D. M.; Pipher, J. L.; Latter, W. B.; Stapelfeldt, K. . The Astrophysical Journal Supplement Series. 2004, 154 (1): 333–338. Bibcode:2004ApJS..154..333M. doi:10.1086/422817.
- Comerón, F.; Torra, J. . Astronomy and Astrophysics. 2001, 375 (2): 539–552. Bibcode:2001A&A...375..539C. doi:10.1051/0004-6361:20010654.
- Dickel, J.R.; Dickel, H.R.; Wilson, W.J. . Astrophysical Journal. 1978, 223: 840–853. Bibcode:1978ApJ...223..840D. doi:10.1086/156317. hdl:1887/6377 .
- Saken, Jon M.; Shull, J.M.; Garmany, Catharine D.; Nichols-Bohlin, Joy; Fesen, Robert A. . Astrophysical Journal. 1992, 397 (2): 537–541. Bibcode:1992ApJ...397..537S. doi:10.1086/171810.
- Herrero, A.; Puls, J.; Najarro, F. . Astronomy and Astrophysics. 2002, 396 (3): 949–966. Bibcode:2002A&A...396..949H. arXiv:astro-ph/0210469 . doi:10.1051/0004-6361:20021432.
- Massey, Philip; Thompson, A.B. . Astronomical Journal. 1991, 101: 1408–1428. Bibcode:1991AJ....101.1408M. doi:10.1086/115774.
- Pasquali, A.; Comerón, F.; Gredel, R.; Torra, J.; Figueras, F. . Astronomy and Astrophysics. 2002, 396 (2): 533–538. Bibcode:2002A&A...396..533P. arXiv:astro-ph/0210179 . doi:10.1051/0004-6361:20021373.
- Cash, W.; Charles, P.; Bowyer, S.; Walter, F.; Garmire, G.; Riegler, G. . Astrophysical Journal. 1980, 238 (L71–L76): L71. Bibcode:1980ApJ...238L..71C. doi:10.1086/183261.
- Gursky, H.; Gorenstein, P.; Kerr, F.J.; Grayzeck, E.J. . Astrophysical Journal. 1971, 167: L15. Bibcode:1971ApJ...167L..15G. doi:10.1086/180751.

## 外部連結
- .   [February 11, 2025].
- .   [February 11, 2025].
- .   [February 11, 2025].
- .   [February 11, 2025].